# Lijst van voetbalinterlands Filipijnen - Indonesië
Deze lijst van voetbalinterlands is een overzicht van alle officiële voetbalwedstrijden tussen de nationale teams van Filipijnen en Indonesië (van 1934 tot 1945 spelend onder de naam Nederlands-Indië). De landen speelden tot op heden 29 keer tegen elkaar. De eerste ontmoeting was een wedstrijd tijdens de Verre Oosten Spelen 1934 op 19 mei 1934 in Manilla. Het laatste duel, een groepswedstrijd tijdens de Zuidoost-Azië Cup 2024, werd gespeeld in Surakarta op 21 december 2024.

## Wedstrijden
| №  | Plaats              | Datum             | Competitie                      | Wedstrijd                     | Uitslag |
| -- | ------------------- | ----------------- | ------------------------------- | ----------------------------- | ------- |
| 1  | Manilla             | 19 mei 1934       | Verre Oosten Spelen 1934        | Filipijnen − Nederlands-Indië | 3 − 2   |
| 2  | Tokio               | 30 mei 1958       | Aziatische Spelen 1958          | Indonesië − Filipijnen        | 5 − 2   |
| 3  | Jakarta             | 29 augustus 1962  | Aziatische Spelen 1962          | Indonesië − Filipijnen        | 6 − 0   |
| 4  | Kuala Lumpur        | 12 september 1962 | Vriendschappelijk               | Filipijnen − Indonesië        | 0 − 9   |
| 5  | Taipei              | 7 augustus 1967   | Azië Cup 1968 kwalificatie      | Indonesië − Filipijnen        | 6 − 0   |
| 6  | Kuala Lumpur        | 18 augustus 1971  | Vriendschappelijk               | Filipijnen − Indonesië        | 1 − 3   |
| 7  | Seoel               | 22 september 1972 | Vriendschappelijk               | Indonesië − Filipijnen        | 12 − 0  |
| 8  | Shah Alam           | 23 november 1977  | Zuidoost Aziatische Spelen 1977 | Indonesië − Filipijnen        | 1 − 1   |
| 9  | Manilla             | 11 december 1981  | Vriendschappelijk               | Filipijnen − Indonesië        | 0 − 2   |
| 10 | Surakarta           | 11 augustus 1984  | Azië Cup 1984 kwalificatie      | Indonesië − Filipijnen        | 1 − 0   |
| 11 | Bandar Seri Begawan | 22 juli 1987      | Vriendschappelijk               | Filipijnen − Indonesië        | 0 − 2   |
| 12 | Kuala Lumpur        | 23 augustus 1989  | Zuidoost Aziatische Spelen 1989 | Indonesië − Filipijnen        | 5 − 1   |
| 13 | Manilla             | 30 november 1991  | Zuidoost Aziatische Spelen 1991 | Filipijnen − Indonesië        | 1 − 2   |
| 14 | Singapore           | 15 juni 1993      | Zuidoost Aziatische Spelen 1993 | Indonesië − Filipijnen        | 3 − 1   |
| 15 | Jakarta             | 12 oktober 1997   | Zuidoost Aziatische Spelen 1997 | Indonesië − Filipijnen        | 2 − 0   |
| 16 | Ho Chi Minhstad     | 27 augustus 1998  | Vriendschappelijk               | Indonesië − Filipijnen        | 3 − 0   |
| 17 | Chiang Mai          | 6 november 2000   | Vriendschappelijk               | Indonesië − Filipijnen        | 3 − 0   |
| 18 | Jakarta             | 23 december 2002  | Zuidoost-Azië Cup 2002          | Indonesië − Filipijnen        | 13 − 1  |
| 19 | Jakarta             | 16 december 2010  | Zuidoost-Azië Cup 2010          | Indonesië − Filipijnen        | 1 − 0   |
| 20 | Jakarta             | 19 december 2010  | Zuidoost-Azië Cup 2010          | Indonesië − Filipijnen        | 1 − 0   |
| 21 | Manilla             | 5 juni 2012       | Vriendschappelijk               | Filipijnen − Indonesië        | 2 − 2   |
| 22 | Surakarta           | 14 augustus 2013  | Vriendschappelijk               | Indonesië − Filipijnen        | 2 − 0   |
| 23 | Hanoi               | 25 november 2014  | Zuidoost-Azië Cup 2014          | Filipijnen − Indonesië        | 4 − 0   |
| 24 | Bocaue              | 22 november 2016  | Zuidoost-Azië Cup 2016          | Filipijnen − Indonesië        | 2 − 2   |
| 25 | Jakarta             | 25 november 2018  | Zuidoost-Azië Cup 2018          | Indonesië − Filipijnen        | 0 − 0   |
| 26 | Manilla             | 2 januari 2023    | Zuidoost-Azië Cup 2022          | Filipijnen − Indonesië        | 1 − 2   |
| 27 | Manilla             | 21 november 2023  | WK 2026 kwalificatie            | Filipijnen − Indonesië        | 1 − 1   |
| 28 | Jakarta             | 11 juni 2024      | WK 2026 kwalificatie            | Indonesië − Filipijnen        | 2 − 0   |
| 29 | Surakarta           | 21 december 2024  | Zuidoost-Azië Cup 2024          | Indonesië − Filipijnen        | 0 − 1   |

## Samenvatting
| Competitie                 | Totaal gespeeld | Winst Filipijnen | Gelijk | Winst Indonesië | Doelsaldo Filipijnen – Indonesië |
| -------------------------- | --------------- | ---------------- | ------ | --------------- | -------------------------------- |
| WK-kwalificatie            | 2               | 0                | 1      | 1               | 1 − 3                            |
| Azië Cup-kwalificatie      | 2               | 0                | 0      | 2               | 0 − 7                            |
| Aziatische Spelen          | 2               | 0                | 0      | 2               | 2 − 11                           |
| Zuidoost-Azië Cup          | 8               | 2                | 2      | 4               | 9 − 19                           |
| Zuidoost-Aziatische Spelen | 5               | 0                | 1      | 4               | 4 − 13                           |
| Verre Oosten Spelen        | 1               | 1                | 0      | 0               | 3 − 2                            |
| Vriendschappelijk          | 9               | 0                | 1      | 8               | 3 − 38                           |
| Totaal                     | 29              | 3                | 5      | 21              | 22 − 93                          |

PFF · 
A-internationals · 
Filipijns vrouwenelftal
Afghanistan ·
Australië ·
Azerbeidzjan ·
Bahrein ·
Bangladesh ·
Bhutan ·
Brunei ·
Cambodja ·
China ·
Estland ·
Fiji ·
Guam ·
Hongkong ·
India ·
Indonesië ·
Irak ·
Iran ·
Israël ·
Japan ·
Jemen ·
Jordanië ·
Kirgizië ·
Koeweit ·
Laos ·
Libanon ·
Macau ·
Malediven ·
Maleisië ·
Mongolië ·
Myanmar ·
Nepal ·
Noord-Korea ·
Oezbekistan ·
Oman ·
Oost-Timor ·
Pakistan ·
Palestina ·
Papoea-Nieuw-Guinea ·
Qatar ·
Singapore ·
Sri Lanka ·
Syrië ·
Tadzjikistan ·
Taiwan ·
Thailand ·
Turkmenistan ·
Verenigde Arabische Emiraten ·
Vietnam ·
Zuid-Korea ·
Zuid-Vietnam
PSSI · 
Indonesisch vrouwenelftal
WK 1938
OS 1956
Afghanistan ·
Andorra ·
Argentinië ·
Australië ·
Bahrein ·
Bangladesh ·
Bhutan ·
Bosnië en Herzegovina ·
Brunei ·
Bulgarije ·
Burundi ·
Cambodja ·
Canada ·
China ·
Cuba ·
Curaçao ·
DDR ·
Denemarken ·
Dominicaanse Republiek ·
Egypte ·
Estland ·
Fiji ·
Filipijnen ·
Ghana ·
Guinee ·
Guyana ·
Hongarije ·
Hongkong ·
India ·
Irak ·
Iran ·
Jamaica ·
Japan ·
Jemen ·
Joegoslavië ·
Jordanië ·
Kameroen ·
Kenia ·
Kirgizië ·
Koeweit ·
Kroatië ·
Laos ·
Liberia ·
Libië ·
Liechtenstein ·
Litouwen ·
Malediven ·
Maleisië ·
Malta ·
Marokko ·
Mauritius ·
Moldavië ·
Myanmar ·
Nederland ·
Nepal ·
Nieuw-Zeeland ·
Nigeria ·
Noord-Korea ·
Oezbekistan ·
Oman ·
Oost-Timor ·
Pakistan ·
Palestina ·
Papoea-Nieuw-Guinea ·
Paraguay ·
Puerto Rico ·
Qatar ·
Saoedi-Arabië ·
Senegal ·
Singapore ·
Sri Lanka ·
Syrië ·
Taiwan ·
Tanzania ·
Thailand ·
Turkmenistan ·
Uruguay ·
Vanuatu ·
Verenigde Arabische Emiraten ·
Vietnam ·
Zimbabwe ·
Zuid-Jemen ·
Zuid-Korea ·
Zuid-Vietnam